# Kościół św. Franciszka z Asyżu i klasztor Kapucynów w Mińsku
Kościół św. Franciszka z Asyżu (biał. Касцёл Св. Францішка Асізскага) – kościół katolicki w Mińsku znajdujący się przy ulicy Awiacyjnej 4 we wsi Kopiszcze, w pobliżu rejonu Pierszamajskiego, mikrorejonie Urucze. Do świątyni przylega klasztor Kapucynów.

## Historia
17 września 2015 r. arcybiskup mińsko-mohylewski Tadeusz Kondrusiewicz poświęcił kamień węgielny pod budowę świątyni.